# Irma Records
La Irma Records è un'etichetta discografica italiana.

## Storia
La Irma Records (nome completo originale IRMA Casadiprimordine) venne fondata nel 1988 a Bologna da Umbi Damiani e Massimo Benini. Inizialmente l'etichetta si specializzò in uscite di artisti della nuova scena house italiana. Tra i primi brani di successo editi dall'etichetta si segnalano quelli di Soft House Company, Be Noir, Mozart & Master Freez, Don Carlos e soprattutto Found Love (1990) dei Double Dee, che raggiunse alti piazzamenti nelle classifiche di vendita dance di tutto il mondo, così come quelli dei Datura.
La Irma detiene due sotto-etichette, entrambe fondate negli anni novanta: la Mandibola Records, specializzata in hip hop italiano, e La Douce, incentrata su artisti di musica brasiliana e di quella che l'etichetta definisce cocktail music.
La Irma è una delle prime etichette ad essersi specializzata nei generi lounge e chillout: durante la metà degli anni novanta uscirono, a nome dell'etichetta bolognese, alcune compilation della serie Irma Chill Out Cafè e i lavori dei Montefiori Cocktail. Nel corso del tempo, l'etichetta ampliò ulteriormente lo spettro di generi, editando dischi di musica elettronica (acid jazz, trip hop, drum and bass, breakbeat, jazz house, nu jazz) e pop/rock.
Tra gli altri artisti scritturati dalla Irma vi sono Frankie hi-nrg mc, Jestofunk, i Kaleidoscópio, Sarah Jane Morris, Steve Rogers Band, Maler, Papik, Aaron Tesser, Freak Motel e Metal Carter; quelli scritturati dalla Mandibola sono invece Metal Carter Colle Der Fomento, Ice One, Alta Tensione e Murubutu.